# Coupe intercontinentale 1980
La Coupe intercontinentale 1980 est la dix-neuvième édition de la Coupe intercontinentale de football. Elle oppose le club uruguayen du Club Nacional de Football, vainqueur de la Copa Libertadores 1980 au club anglais du Nottingham Forest Football Club, vainqueur de la Coupe des clubs champions européens 1979-1980.
La confrontation se déroule sur un match unique sur terrain neutre pour la première fois de l'histoire de la compétition, et contrairement à ce que son nom indique, se déroule en 1981. Le match se joue au Stade national de Tokyo et se conclut sur une victoire des Uruguayens sur le score de 1-0. Le Nacional remporte ainsi sa deuxième Coupe intercontinentale après celle de 1971, et l'Uruguayen Waldemar Victorino, auteur du seul but de la rencontre, est élu homme du match. En 2017, le Conseil de la FIFA a reconnu avec document officiel (de jure) tous les champions de la Coupe intercontinentale avec le titre officiel de clubs de football champions du monde, c'est-à-dire avec le titre de champions du monde FIFA, initialement attribué uniquement aux gagnants de la Coupe du monde des clubs FIFA.

## Feuille de match
| Coupe intercontinentale 1980  | Nacional      | 1 - 0   | Nottingham Forest | Stade national, Tokyo                          |                                                |
| 11 février 1981 12 h 00 UTC+9 | Victorino 10e | (1 - 0) |                   | Spectateurs : 62 000 Arbitrage : Abraham Klein | Spectateurs : 62 000 Arbitrage : Abraham Klein |
| 11 février 1981 12 h 00 UTC+9 | (Rapport)     |         |                   | Spectateurs : 62 000 Arbitrage : Abraham Klein | Spectateurs : 62 000 Arbitrage : Abraham Klein |

| Nacional | Nottingham Forest |

| Nacional :         |    |                            |        |
|                    |    |                            |        |
| G                  | 1  | Rodolfo Rodríguez          |        |
| D                  | 2  | José Hermes Moreira (es)   |        |
| D                  | 3  | Daniel Enríquez (es)       |        |
| D                  | 4  | Juan Carlos Blanco (es)    |        |
| D                  | 5  | Washington González (es)   |        |
| M                  | 6  | Víctor Espárrago           | Averti |
| M                  | 10 | Arsenio Luzardo            |        |
| M                  | 16 | Denis Milar                |        |
| A                  | 7  | Alberto Bica (es)          |        |
| A                  | 9  | Waldemar Victorino         |        |
| A                  | 11 | Julio César Morales        |        |
| Remplaçants :      |    |                            |        |
| G                  |    | Miguel Ángel Pereyra       |        |
| D                  |    | Óscar Osvaldo Aguirregaray |        |
| M                  |    | Héctor Mario Molina        |        |
| M                  |    | José Rosauro Cabrera       |        |
| A                  |    | Rogelio Néstor Ramírez     |        |
| A                  |    | Dardo Pérez                |        |
| Entraîneur :       |    |                            |        |
| Juan Martín Mujica |    |                            |        |

| Nottingham Forest : |    |                   |        |
|                     |    |                   |        |
| G                   | 1  | Peter Shilton     |        |
| D                   | 2  | Viv Anderson      |        |
| D                   | 3  | Frank Gray        |        |
| D                   | 5  | Larry Lloyd       | Averti |
| D                   | 6  | Kenny Burns       |        |
| M                   | 7  | Martin O'Neill    |        |
| M                   | 8  | Raimondo Ponte    |        |
| M                   | 15 | Stuart Gray       |        |
| A                   | 9  | Trevor Francis    |        |
| A                   | 10 | Ian Wallace (en)  |        |
| A                   | 11 | John Robertson    |        |
| Remplaçants :       |    |                   |        |
| G                   |    | Steve Sutton (en) |        |
| M                   |    | Ian Bowyer        |        |
| A                   | 12 | Peter Ward        |        |
| Entraîneur :        |    |                   |        |
| Brian Clough        |    |                   |        |